# Збірна Хорватії з баскетболу
Збірна Хорватії з баскетболу — націаональна баскетбольна команда Хорватії, якою керує Федерація баскетболу Хорватії. Як незалежна бержава вистпає під егідою ФІБА з 1992 року. Бронзові призери чемпіонату світу з баскетболу 1992, чемпіонату Європи з баскетболу 1993, 1995, срібні призери Олімпійських ігор 1992.